# Asota avacta
Asota avacta là một loài bướm đêm thuộc họ Erebidae. Nó được tìm thấy ở Indonesia và the Malaysia.
Sải cánh dài 54–57 mm.